# Sayed Mahmood Jalal
Sayed Mahmood Jalal Ebrahim Saleh Al Wadaei (5 novembre 1980) è un calciatore bahreinita, centrocampista dell'Al-Muharraq.

## Carriera

### Club
Comincia a giocare in patria, all'Al-Shabab. Nel 2003 passa all'Al-Muharraq. Nel gennaio 2005 si trasferisce in Qatar, all'Al-Kharitiyath. Nell'estate 2005 viene acquistato dall'Al-Sailiya. Nel 2006 passa al Qatar SC. Nel 2007 si trasferisce in Kuwait, all'Al Salmiya. Nel 2009 torna in patria, all'Al-Muharraq.

### Nazionale
Ha debuttato in Nazionale nel 2000. Ha partecipato, con la Nazionale, alla Coppa d'Asia 2004 e alla Coppa d'Asia 2007. Ha collezionato in totale, con la maglia della Nazionale, 93 presenze e 5 reti.

## Palmarès

### Club

#### Competizioni internazionali
- Coppa dei Campioni del Golfo: 1

Al-Muharraq: 2012